# (268242) Pebble
(268242) Pebble – planetoida pasa głównego. Została odkryta 4 maja 2005 roku przez Jamesa Bedienta. (268242) Pebble okrąża Słońce w ciągu 3,2 roku w średniej odległości 2,17 j.a.
Nazwa planetoidy pochodzi od nazwiska nauczycielki Pebble Johnson, która stosuje innowacyjne metody nauczania astronomii w szkole średniej w Forsyth County (Georgia).
Planetoida ta nosiła wcześniej tymczasowe oznaczenie 2005 JW1.